# Robert Hippolyte de Forcrand
Robert Hippolyte de Forcrand, auch Hippolyte Forcrand de Coiselet, (* 31. August 1856 in Paris; † 20. April 1933 in Nizza) war ein französischer Chemiker.

## Leben
De Forcrand studierte in Lyon, wo er Präparator für Chemie war. 1882 wurde er an der Sorbonne promoviert und wurde Assistent von Marcelin Berthelot  am Collège de France. 1884 wurde er Maître de conférence in Caen und 1887 bis 1928 war er Professor (zuerst Chargé de cours und nach Gründung eines zweiten Lehrstuhls 1901 Professor) an der Universität Montpellier.
Anfangs befasste er sich mit Thermochemi und ab Mitte der 1880er Jahre mit den Oxiden der Erdalkali- und Alkalimetalle und klärte dabei die Stellung des Lithiums im Periodensystem. Später befasste er sich mit Gashydraten (unter anderem Hydrate von Schwefelwasserstoff und organischen Halogeniden, Bildungsbedingung, Kristallisation und Dissoziation von Gashydraten) und bewies 1923 die Existenz von Hydraten der Edelgase. Er gehörte 1907 zu den ersten die Vorlesungen in physikalischer Chemie in Frankreich hielten.
1879 erhielt er den Prix Herpin. Er war Mitglied der Akademie der Wissenschaften und Künste in Montpellier (1891) und korrespondierendes Mitglied der Académie des sciences (1903).

## Schriften
- Recherches sur les hydrates sulfhydrés, Paris: Gauthier-Villars 1882 (Dissertation)
- Chimie légale: Guide de l'expert-chimiste, Paris: H. Dunod, E. Pinart 1912
- Potassium, Paris: Masson
- Cours de chimie: à l'usage des étudiants P.C.N. et S.P.C., Gauthier-Villars, 2. Auflage, 2 Bände, 1918/19

Er war Mitarbeiter der Encyclopédie chimique von Edmond Frémy, zum Beispiel mit Rousseau über Natrium, Rubidium, Caesium.